# Hockey Club Centro Giovanile Bassano 1964
Questa voce raccoglie le informazioni riguardanti l'Hockey Club Centro Giovanile Bassano nelle competizioni ufficiali della stagione 1964.

## Maglie e sponsor
| 1ª divisa |

## Rosa
| N° | Naz.              | Ruolo | Sportivo            |  |  |  |
| -- | ----------------- | ----- | ------------------- |  |  |  |
| ?  | Italia (bandiera) | E     | Giuseppe Albertin   |  |  |  |
| ?  | Italia (bandiera) | E     | Luciano Albertin    |  |  |  |
| ?  | Italia (bandiera) | E     | Ivan Benetti        |  |  |  |
| ?  | Italia (bandiera) | E     | Bordignon           |  |  |  |
| ?  | Italia (bandiera) | P     | Francesco Fontana   |  |  |  |
| ?  | Italia (bandiera) | E     | Gobbato             |  |  |  |
| ?  | Italia (bandiera) | P     | Eros Merlo          |  |  |  |
| ?  | Italia (bandiera) | E     | Adriano Minzon      |  |  |  |
| ?  | Italia (bandiera) | E     | Francesco Sicignano |  |  |  |
| ?  | Italia (bandiera) | E     | Silvano Soffia      |  |  |  |
| ?  | Italia (bandiera) | E     | Giuseppe Tonon      |  |  |  |